# Атенанго-дель-Рио (муниципалитет)
Атенанго-дель-Рио (исп. Atenango del Río) — муниципалитет в Мексике, штат Герреро, с административным центром в одноимённом городе. Численность населения, по данным переписи 2010 года, составила 8390 человек.

## Общие сведения
Название Atenango с языка науатль можно перевести как: стена воды или дамба для реки.
Площадь муниципалитета равна 558 км², что составляет 0,88 % от площади штата.
Он граничит с другими муниципалитетами Герреро: на юге с Копалильо, на северо-западе с Уицуко-де-лос-Фигероа, а на севере и востоке с другим штатом Мексики — Пуэбла.

## Учреждение и состав
Муниципалитет был образован во второй половине XIX века, в его состав входят 22 населённых пункта, самые крупные из которых:
| Код INEGI | Населённый пункт                                                   | Численность населения (2005 год) | Численность населения (2010 год) |
| 008       | Всего                                                              | 7648                             | 8390                             |
| 0001      | Атенанго-дель-Рио (исп. Atenango del Río) (административный центр) | 2524                             | 2842                             |
| 0013      | Текикуилько (исп. Tequicuilco)                                     | 955                              | 1023                             |
| 0010      | Темалак (исп. Temalac)                                             | 855                              | 923                              |
| 0041      | Сан-Хуан-Теокальсинго (исп. San Juan Teocalcingo)                  | 589                              | 729                              |
| 0002      | Апангито (исп. Apanguito)                                          | 610                              | 612                              |
| 0006      | Комала-де-Гомес (исп. Comala de Gómez)                             | 352                              | 393                              |
| 0014      | Тусантлан (исп. Tuzantlán)                                         | 383                              | 388                              |
| 0015      | Сантьяго-Саканго (исп. Santiago Zacango)                           | 333                              | 336                              |

## Экономическая деятельность
По статистическим данным 2000 года, работоспособное население занято по секторам экономики в следующих пропорциях: сельское хозяйство, скотоводство и рыбная ловля — 37,6 %, промышленность и строительство — 23,1 %, сфера обслуживания и туризма — 36,2 %.

## Инфраструктура
По статистическим данным 2010 года, инфраструктура развита следующим образом:
- электрификация: 98,9 %;
- водоснабжение: 99,1 %;
- водоотведение: 99,6 %.

## Туризм
Основными достопримечательностями являются:
- церковь в муниципальном центре, построенная в XVI веке;
- церковь в Комала-де-Гомес, построенная в 1725 году;
- церковь в Сантьяго-Саканго, построенная в 1762 году;
- обелиск в честь Хосе Мария Морелоса на холме Текабальо, где он был пленён в 1815 году;
- памятники: генералу Ласаро Карденасу, генералу Эмилиано Сапате, ацтекскому императору Куаутемоку.